# 上愛子
上愛子（かみあやし）は、宮城県仙台市青葉区の大字。郵便番号は989-3124。人口は6356人、世帯数は2690世帯（2022年1月1日現在）。宮城郡上愛子村、宮城郡広瀬村大字上愛子、宮城郡宮城村大字上愛子、宮城郡宮城町大字上愛子、仙台市大字上愛子を経て現在の住所となった。ここでは町村制施行以前に存在した上愛子村についても併せて記述する（詳細は#歴史を参照）。
広瀬川の河岸段丘にあり、下愛子とともに宮城町の中心部を構成していた。

## 地理
広瀬川の中流右岸（南岸）にある。北は広瀬川で区切られ、南と西は山、東は下愛子に接する。東西に細長い村の北半分は広瀬川の河岸段丘で、南半分は標高が低い山地である。南西部の山5つをあわせて五ツ森という。南東部にあるサイカチ沼、月山池は農業用のため池である。東西に走る国道48号が街道の軸で、JR仙山線もこの方向に走る。
愛子を町の東西で川上と川下に分割したのが上愛子村と下愛子村である。愛子の宿場町は大部分が下愛子村にあり、上愛子村に属したのは西の一部であった。両村の境界は、現在の両地区の境界と微妙に異なり、現在の住所表示では、上愛子の全体と、愛子中央の3丁目から6丁目が昔の上愛子村にあたる。1丁目と2丁目は両村にまたがり、境界は現在の仙台市立広瀬中学校の真ん中を通る南北線である。国道457号（作並街道）より南では、駅前の大通り（宮城県道134号愛子停車場線）から一本東の細い道がかつての村の境界であった。
宮城町の時代には、上愛子を東から上町、二岩、倉内、大針、赤生木という行政区にわけた。今は上愛子の西端にある白沢・道半は、名取郡長袋村に属し、村境は白沢川であった。しかし、1955年に宮城村に属することになり、上愛子に付けられた。その後、仙台市のもとでは以前の秋保町に相当する秋保総合支所の管轄に入った。1989年1月9日にもとの宮城町に相当する宮城総合支所に管轄が移った。町内会は、上町、二岩、倉内、大針、赤生木、白沢の6区に分かれている。
- 山
- 河川 - 広瀬川、白沢川、堀切川
- 湖沼 - サイカチ沼、月山池

## 歴史
| 江戸時代の村高         |                     |                       |                     |              |
| 正保郷帳 （1644-48年） | 元禄郷帳 （1699年） | 安永風土記 （1774年） | 天保郷帳 （1833年） |              |
| 田                     | 81貫710文           |                       | 84貫420文           |              |
| 畑                     | 32貫509文           |                       | 35貫969文           |              |
| 村高計                 | 114貫219文          | 1048石7斗7升          | 120貫389文          | 1221石1斗7升 |
| 新田                   | 2貫81文             |                       |                     |              |

愛子（あやし）の地名は、下愛子にある子愛（こあやし）観音（子安観音）に由来すると伝えられる。
戦国時代には国分氏の支配下にあった。諏訪神社の裏山にあった御殿館（こてん城）はその城の一つと考えられる。 国分氏は諏訪神社を厚く保護しており、御殿という名からもこの城が重要拠点だったと思われるが、江戸時代には野武士が立てこもった城と伝えられていた。
伊達氏は、上愛子村がある宮城郡の西部を国分郷と区分けして支配した。江戸時代に作られた『安永風土記書上』によれば、村高のうち20%（23貫589文）が御蔵入、80%（96貫809文）が御給所であった。広瀬川より高い位置にある愛子は、細流に小さなため池（「堤」という）や堰を作って用水としていたが、旱魃に弱い地であった。愛子の人々は、江戸時代、明治時代にしばしば蕃山で雨乞いをした。天明の大飢饉で多数の犠牲者を出した1875年には、上・下愛子だけでなく国分33ヶ村が力をあわせ、藁で長さ25間（約45メートル）の大蛇を作って飾り立て、蕃山に奉納して雨乞いした。蛇の製作場所は上愛子の東原で、この出来事から蛇体原と呼ばれ、後に蛇台原と書かれた。
1890年に、上愛子の遠野原に原山苗畑事業所が設けられ、植林用の苗が作られた。跡地には1980年代から工場が入った。明治時代から1935年頃まで、広瀬川の開成橋の西で、川の水を溜め池に引いて製氷業が営まれた。冬の間氷を切り出して氷室に運び、後でこれを仙台方面に切り出して売ったのである。
1921年（大正10年）にサイカチ沼が、昭和になって月山池が作られた。これらは愛子ではなく、仙台市東部に農業用水を供給するものである。
1960年代から、国道沿いに中規模の工場が進出してきた。原山苗畑事業所が廃止になると、その跡地が松原工場団地となり、1980年代末から精密機械・電気機械の工場が建った。仙台の郊外部として人口が増え、1980年代には蕃山の西側に錦ケ丘ニュータウン（ハートヒルズ錦ケ丘）が造成された。

## 人口
| 人口の推移         |                    |                    |                     |                     |
| 年                 | 安永3年 （1774年） | 明治8年 （1875年） | 昭和40年 （1965年） | 昭和60年 （1985年） |
| 人頭               |                    |                    |                     | -                   |
| 家数・戸数・世帯数 |                    | 80戸               | 世帯                | 1650世帯            |
| 人口               |                    | 642人              | 3532人              | 6535人              |
| 馬                 |                    |                    |                     |                     |

## 産業
広瀬川との高度差が大きいため、上愛子は南の丘陵地から流れる細流に農業用水を仰いだ。多数の堰と堤（溜め池）が作られたが、日照りに苦しむことが多かった。後に大倉ダムからも水が引かれた。
1960年代から、仙台市中心部からの移転や東京方面からの進出によって、国道48号沿いに中規模の工場が立地するようになった。1980年代後半には仙台営林署原山事業所の跡地が松原工業団地になり、以後進出工場、営業所がさらに増えた。この間に他の場所への移転・廃止もあって、2006年現在は十数の工場がある。

## 交通

### 鉄道
仙山線の愛子駅が下愛子との境界付近に作られ、現在は愛子中央に属する。陸前白沢駅が西部にある。

### 道路
愛子の盆地は東西に長く、東西に走る道が幹線道路である。中世には旧最上街道と呼ばれる道が丘陵の麓に沿って通っていた。江戸時代にはもっと北の作並街道（関山街道）がかわり、これが後に国道48号に指定された。48号は、上愛子の西で作並街道以来の野川橋を渡ったが、1950年代に熊ヶ根橋ができるとこちらを通るようになった。東側では愛子駅のすぐ南を通ったが、愛子バイパスができるとこちらに替えられた。東側の旧道は現在国道457号にあてられている。
国道457号は、宮城県と岩手県南部の山沿いを南北に結ぶものだが、実態は一貫した道路ではなく、各地域の南北道をつぎはぎしたものである。上愛子では白沢川に沿って南に秋保に向かう。ほかは東西道で48号との共通区間だったが、前述のように48号が愛子バイパスを通るようになると、残された道が457号の単独区間になった。
南に向かう道としては他に、愛子駅前から南に、ついで南西に向かう宮城県道132号秋保温泉愛子線がある。かつて秋保温泉に向かう観光客は、愛子駅で降りてバスに乗りこの道を通って山越えした。サイカチ沼、月山池のそばを通って西から回り込む道だったが、後に東に直線的な新しい道路が作られ、そちらが県道になった。
国道457号と県道132号の間には、板颪峠で山を越える道もあるが、今はあまり利用されない。
北、広瀬川を隔てた芋沢との間には、明治時代からいくつか橋が架けられた。現在あるのは、川上から苦地橋、渡幸大橋、柿崎橋、鳴合橋である。いずれも両岸で坂を上り下りしてから渡るもので、利用度は高くない。
- 国道48号
- 国道457号
- 宮城県道132号秋保温泉愛子線
- 宮城県道134号愛子停車場線

## 教育
- 仙台高等専門学校

かつては仙台電波工業高等専門学校と称し、1974年8月1日に仙台市八木山から移転して上愛子字北原に置かれた。2009年10月1日に宮城工業高等専門学校と統合再編され、仙台高等専門学校広瀬キャンパスとなった。
- 仙台市立上愛子小学校

江戸時代の1834年（天保5年）から1867年（慶応3年）まで、上愛子村には山内運五郎が生徒約50人を教える寺子屋があった。1879年（明治12年）5月に上愛子小学校が作られたが、1889年（明治22年）の合併でに広瀬小学校の分教場（分校）になった。1932年（昭和17年）に上愛子国民学校に昇格し、これが上愛子小学校と改めて現在に至る。
- 仙台市立愛子小学校

錦ヶ丘ニュータウンの人口増加に伴い、2009年4月に広瀬小学校から分離開校した。

## 宗教

### 神社
- 諏訪神社

諏訪神社は、室町時代に国分氏、江戸時代に伊達氏の保護を受けた。江戸時代には、上愛子ばかりでなく国分33ヶ村の総鎮守とされた。神社そばの妙台院が別当であった。1874年に村社とされ、後には神社合祀政策による広瀬村の他の神社の統合先になった。他にも小さな社がある。

### 寺院
江戸時代の上愛子村には4つの寺と1つの修験院があった。今に残るのは大門寺、竜角寺、同慶寺である。
- 青雲寺 竜角寺

竜角寺は曹洞宗の寺院である。元は1652年（承応元年）に開かれ、その後法山尊説が中興したという。あるいは、寛永8年（1631年）に江厳寺の旦庵光朔が開山したが、その後荒廃し、天保年間（1830年 - 1844年）に再建したともいう。現代の寺伝は後説をとり、旦庵を開山、法山を二世とする。
- 南森寺 同慶寺

同慶寺も曹洞宗の寺院である。長福寺の名で天正15年（1587年）に開かれたと伝えられる。もとは郷六村葛岡城の北に開山したものが移転して上愛子に来たものである。徳川家重の幼名が長福丸であったため、享保2年（1717年）7月に改称した。江戸時代の建物は明治6年（1873年）、または明治8年（1873年）3月に火災で焼失した。 その後再建され、2000年にさらに新築された。
- 重如山 薫脩院 瑞応寺

瑞応寺は、真言宗の寺院で、鞍打（倉内）にあった。寛永13年（1636年）に伊達家重臣山口重如（内記）が開いた。明和4年（1767年）に住職が絶えてから他の寺が管理したが、やがて廃寺になった。境内には重如が寛延2年（1749年）に勧請した観音堂があったという。
- 朝日山 妙台院

妙台院は、諏訪神社の別当院の修験院で、諏訪神社のそばにあった。もともと神社の禰宜であったものが、元和9年（1623年）に修験になり、修験院によって神社を管理したものである。明治初めに廃止された。ただし、その別当は引き続き諏訪神社の宮司を務めているので、形式が変更になったというほうが実情に即する。
- 智福山観照院 大門寺

大門寺は、真言宗の寺である。創建年代は不明。寛永元年（1624年）に再興され、江戸時代には下愛子の町裏にあった。後の広瀬文化センターの位置である。1935年（昭和10年）の火災でほとんど全焼してから、1937年（昭和12年）9月に上愛子上原に移転した。